# Slinningbua

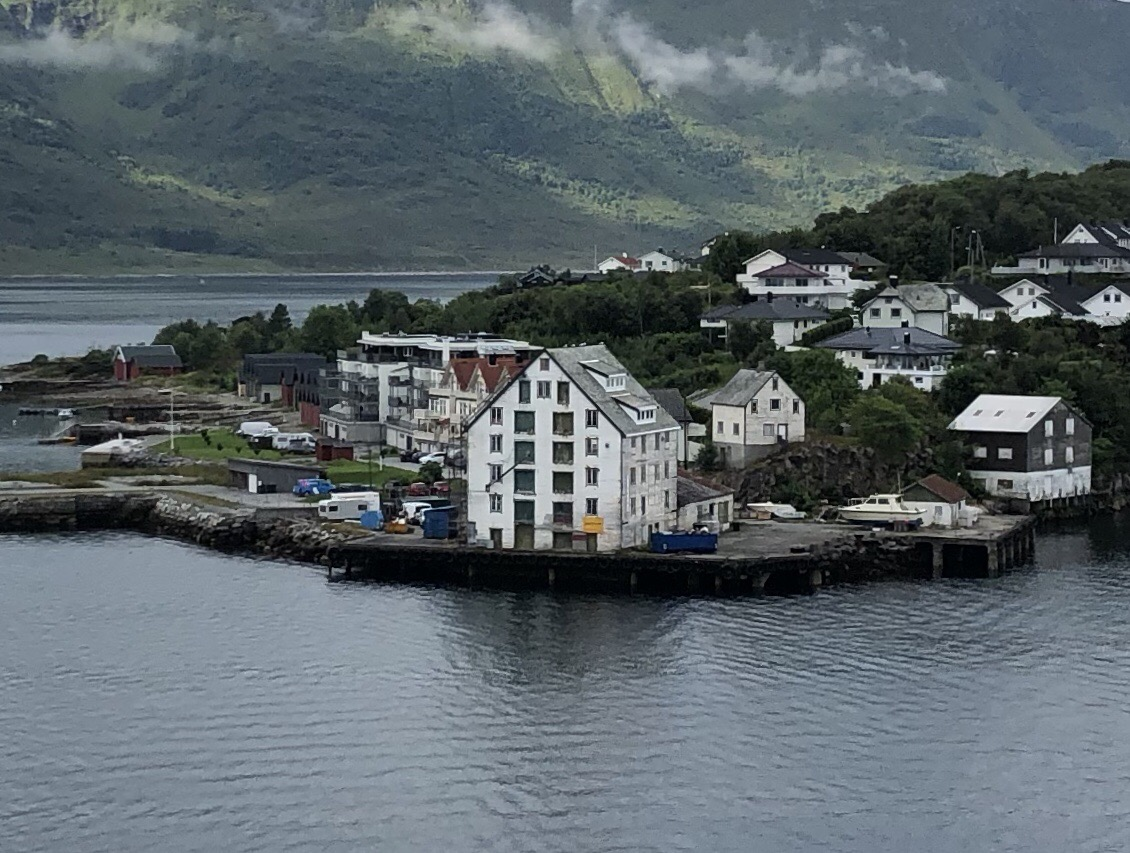
Blick von Nordosten, 2019

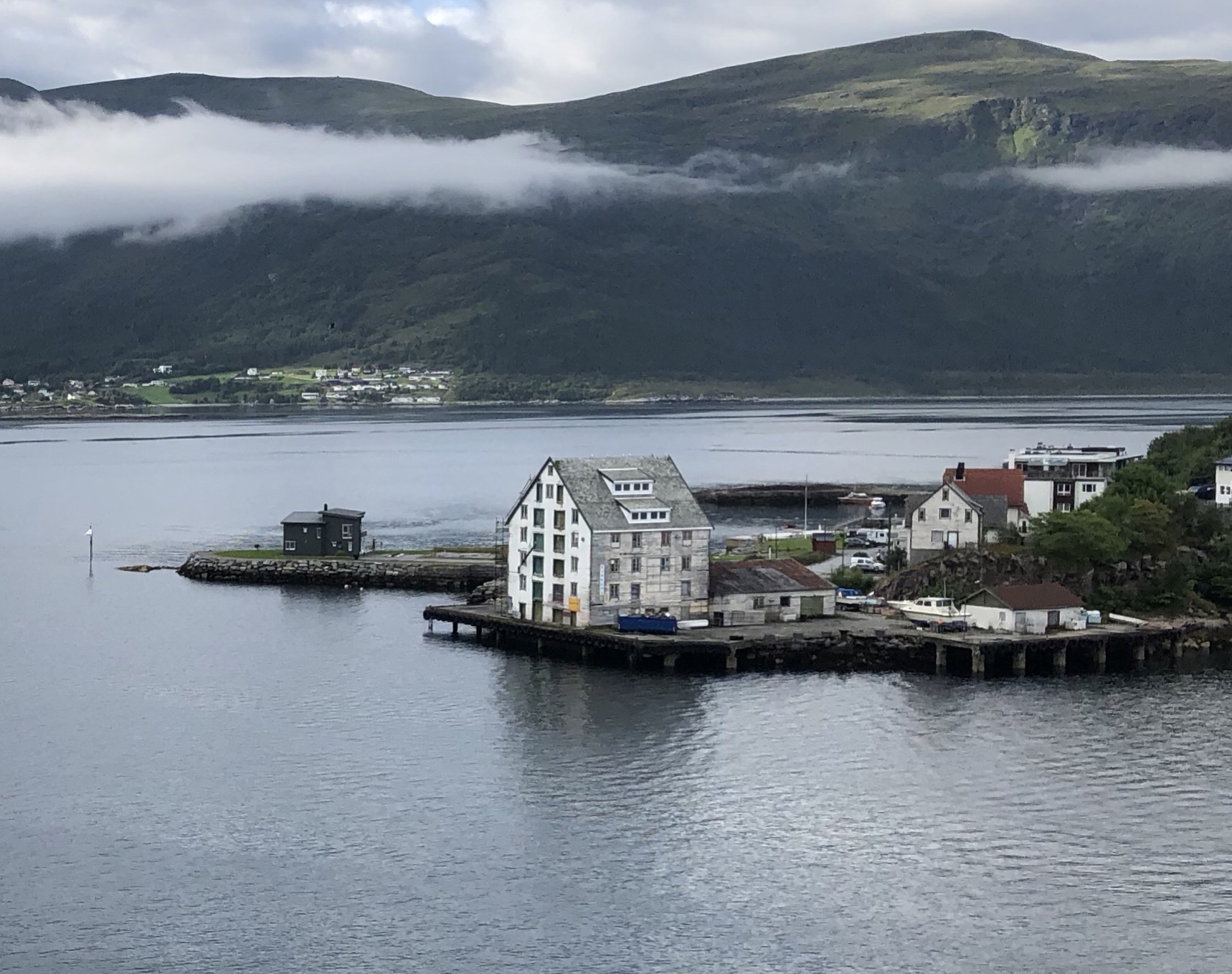
Blick von Norden, 2019

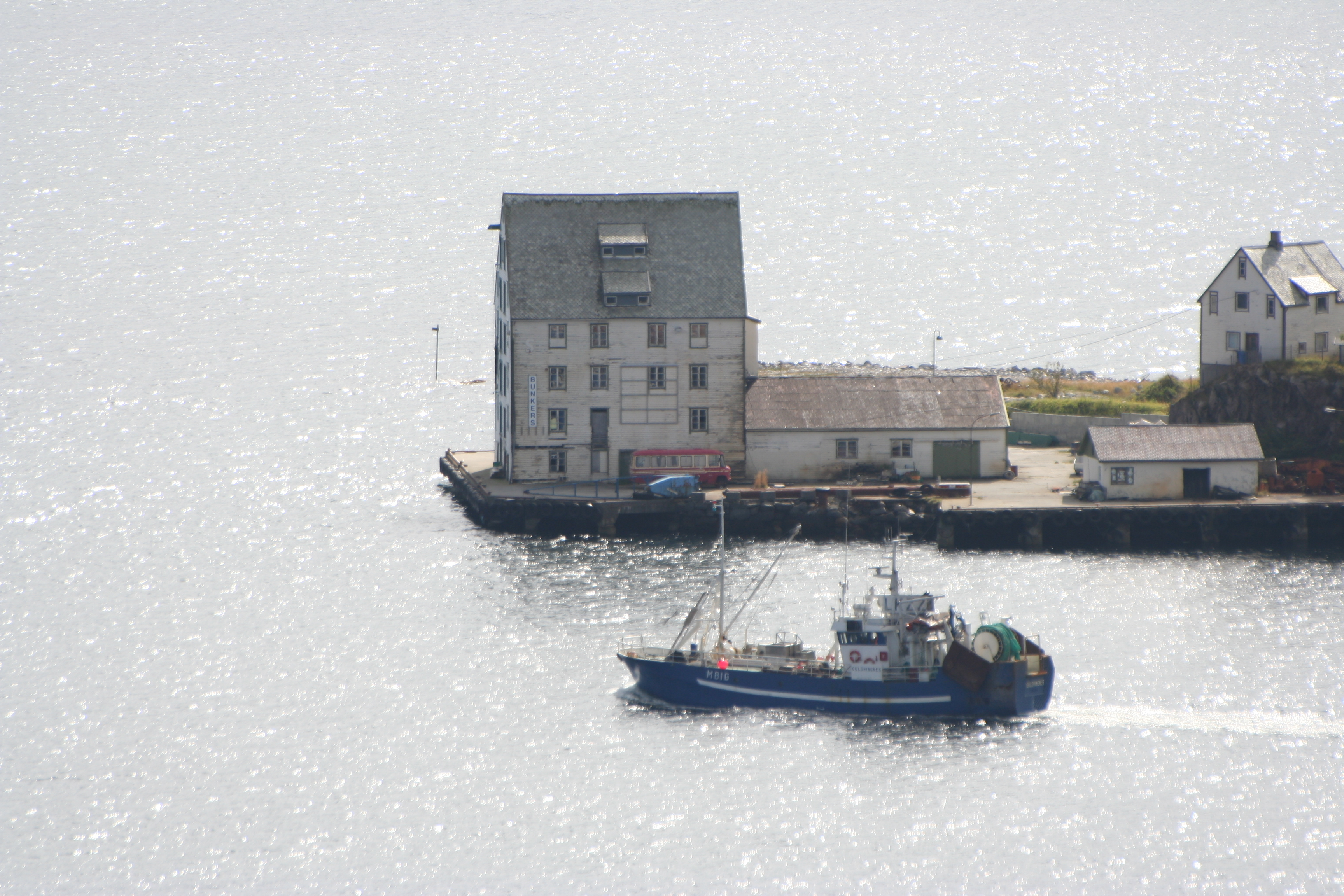
2005

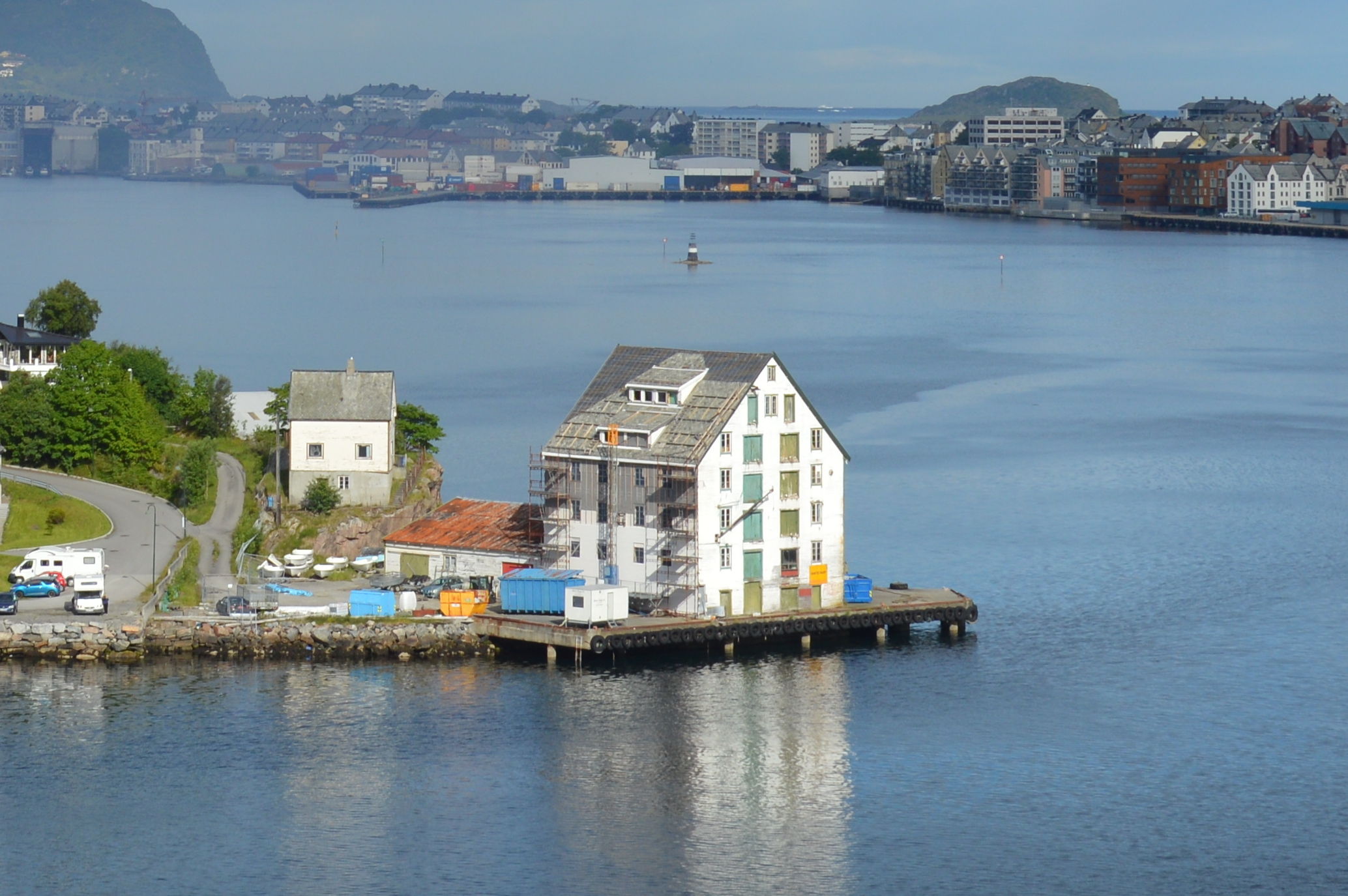
Sanierungsarbeiten auf der Südseite, 2017

Slinningbua ist ein denkmalgeschütztes Gebäude in der norwegischen Stadt Ålesund.

## Lage
Es befindet sich an markanter Stelle am östlichsten Punkt der Insel Hessa im Stadtteil Slinningen und gilt als ein Wahrzeichen der Stadt.

## Architektur und Geschichte
Das für die Fischereiwirtschaft errichtete viergeschossige weiße Holzgebäude entstand im Jahr 1916. Bedeckt ist es von einem Satteldach. Im Haus wurden große Mengen Fisch umgeschlagen und Heringe gesalzen. Während der deutschen Besetzung Norwegens während des Zweiten Weltkriegs überwachte deutsches Militär aus dem Haus heraus sowohl den Schiffs- als auch den Flugverkehr. Nach dem Krieg diente es wieder dem Fischumschlag, auch nachdem 1954 ein neuer Eigentümer das Gebäude übernahm. Nach Ende der wirtschaftlichen Nutzung verfiel der Bau und es gab Pläne das Haus abzureißen, wogegen sich Widerstand formierte. Im Mai 2011 entschied sich der Stadtrat von Ålesund gegen einen Erhalt. Der Riksantikvar Jørn Holme setzte sich jedoch für den Erhalt des Gebäudes ein. Es wurde etwa 2012 dann unter Denkmalschutz gestellt. Das Gebäude gilt als Beispiel eines maritimen Baus, wie sie für die norwegische Küste typisch waren, jedoch vielfach nicht mehr erhalten sind.
Im Jahr 2017 fanden Sanierungsarbeiten statt.